# Stochomys longicaudatus
Stochomys longicaudatus är en däggdjursart som först beskrevs av Tycho Fredrik Hugo Tullberg 1893.  Stochomys longicaudatus är ensam i släktet Stochomys som ingår i familjen råttdjur. IUCN kategoriserar arten globalt som livskraftig. Inga underarter finns listade i Catalogue of Life.
Denna gnagare når en kroppslängd (huvud och bål) av 12 till 17 cm och en svanslängd av 18 till 25 cm. Vikten är 45 till 105 gram. På ryggen finns långa grova hår som påminner om pilar som sitter i målet. Detta gav upphov till artens trivialnamn i olika språk, till exempel engelska (target rat) eller tyska (Zielratte). Pälsen färg är på ryggen rödbrun, vid sidorna gråbrun och på buken vitaktig. Svansens och öronen känns nakna men de är täckta av små fina hår.
I motsats till närbesläktade råttdjur har Stochomys longicaudatus fem fingrar och tår samt en nagel vid tummen.
Arten förekommer i västra och centrala Afrika från Togo till Uganda. Habitatet utgörs av regnskogar och dessutom uppsöks oljepalmodlingar.
Individerna är aktiva på natten och vistas främst på marken. De bygger bon av gräs. Födan utgörs av frukter samt av gröna växtdelar och några insekter. Per kull föds två eller tre ungar.